# Kəpənəkçi (Zaqatala)
Kəpənəkçi è un comune dell'Azerbaigian situato nel distretto di Zaqatala. Conta una popolazione di 965 abitanti.